# Ganaspis brasiliensis
Espèce
Ganaspis brasiliensis est une espèce de la famille des Figitidae.

## Description
Ganaspis brasiliensis mesure entre 1,50 et 1,75 mm.
Ganaspis brasiliensis est une espèce cryptique, elle rassemble donc plusieurs espèces biologiques qui semblent identiques morphologiquement et n'ont pas encore été formellement décrites,. Cinq souches ont été identifiées et temporairement nommées de G1 à G5.

## Lutte biologique
Des études menées par l'institut de recherche Agrobiotech de l'INRAE rattaché à l'École polytechnique universitaire de l'université de Nice, visent à étudier le potentiel de Ganaspis brasiliensis souche G1 a lutter contre la mouche Drosophila suzukii qui est un ravageur connu et en expansion des arbres fruitiers et notamment des cerises qu'elle rend impropre à la consommation.
Dans cet objectif, à la suite d'une autorisation accordée le 17 août 2022 par les autorités françaises, il est procédé a des lâchers expérimentaux de Ganaspis brasiliensis dans différents vergers et zones de cultures partenaires de l'INRAE dans ce test de lutte biologique par acclimatation. Ces lâchers ont démarré en 2023 et vont se reproduire pendant plusieurs années afin d'évaluer les capacités de lutte contre la mouche ravageuse.

## Systématique
Le nom valide de ce taxon est Ganaspis brasiliensis (Ihering, 1905).
L'espèce a été initialement classée dans le genre Hexamerocera sous le protonyme Hexamerocera brasiliensis Ihering, 1905.
Ganaspis brasiliensis a pour synonymes :
- Hexamerocera brasiliensis Ashmead (nomen nudum)
- Hexamerocera brasiliensis Ihering, 1905 (protonyme)
- Eucoela (Hexamerocera) brasiliensis (Ihering, 1905)
- Eucoela (Hexamerocera) eobrasiliensis Ihering, 1914
- Pseudeucoila (Hexamerocera) brasiliensis (Ihering, 1905)
- Rhoptromeris brasiliensis (Ihering, 1905)